# André Gedalge

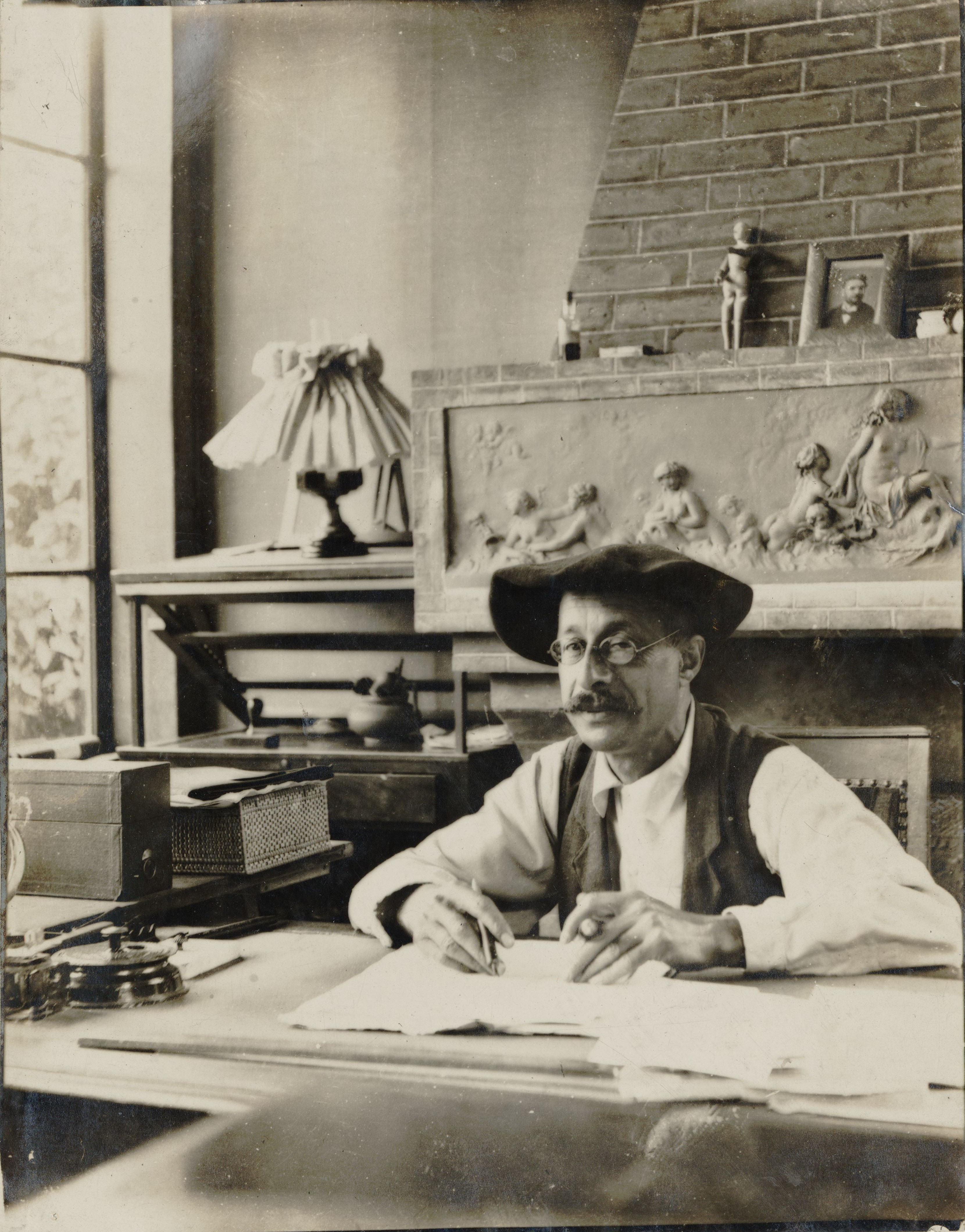
André Gedalge um 1908

André Gedalge (* 27. Dezember 1856 in Paris; † 5. Februar 1926 in Chessy, Département Seine-et-Marne) war ein französischer Musikpädagoge und Komponist.

## Leben
André Gedalge war am Pariser Konservatorium Schüler von Ernest Guiraud. 1886 gewann er den Prix de Rome. Ab 1905 war er Professor für Kontrapunkt und Fuge am Konservatorium und berüchtigt als der „Fugenpapst“. Zu seinen Schülern gehörten berühmte Komponisten wie George Enescu, Maurice Ravel, Arthur Honegger, Darius Milhaud, Jacques Ibert, Florent Schmitt und Charles Koechlin.
Gedalge komponierte Opern und Ballette, vier Sinfonien, ein Klavierkonzert, kammermusikalische Werke und Lieder.

## Werke
- Volapük-Revue, 1886[2]
- Le Petit Savoyard, Pantomime, 1891
- Hélène, Drame Lyrique, 1893
- Pris au piège, Komische Oper, 1895
- Phoebé, Ballett, 1900
- Klavierkonzert c-moll op. 16, 1899

## Schriften
- Traité de la fugue, Paris: Enoch & Cie 1901. Deutsch unter dem Titel „Lehrbuch der Fuge. 1. Die Schulfuge“, Braunschweig: Litolff 1907
- Traité de contrepoint (1921) – nicht veröffentlicht; durch seinen Enkel erfasst: s. www.musimem.com/Contrepoint-Gedalge.pdf
- Méthode d’enseignement de la musique par l’éducation méthodique de l’oreille, Eigenverlag, 1923

## Diskografie
- André Gedalge – «Pièces instrumentales et mélodies». Geneviève Laurenceau, Geige – Mario Hacquard, Bariton – Lorène de Ratuld und Claude Collet, Klavier – Benny Sluchin, Posaune – Antoine Curé, Trompete. CD Polymnie (2007)